# ماهی‌خورک کوچک
 ماهی‌خورک کوچک (نام علمی: Alcedo pusilla) نام یک گونه از تیره ماهی‌خورک‌های رودخانه‌ای است.